# Лі Хо (футболіст, 1984)
Лі Хо (кор. 이호; нар. 22 жовтня 1984, Сеул, Південна Корея) — південнокорейський футболіст, півзахисник тайського клубу «Муангтонг Юнайтед».
Виступав за національну збірну Південної Кореї.
Чемпіон Росії. Володар Суперкубка Росії. Володар Кубка УЄФА. Володар Суперкубка УЄФА.

## Клубна кар'єра
У дорослому футболі дебютував 2003 року виступами за команду клубу «Ульсан Хьонде», в якій провів три сезони, взявши участь у 56 матчах чемпіонату.
Своєю грою за цю команду привернув увагу представників тренерського штабу клубу «Зеніт», до складу якого приєднався 2006 року. Відіграв за санкт-петербурзьку команду наступні два сезони своєї ігрової кар'єри. За цей час виборов титул чемпіона Росії, ставав володарем Суперкубка Росії, володарем Кубка УЄФА.
Згодом з 2008 по 2016 рік грав у складі команд клубів «Соннам Ільхва Чхонма», «Аль-Айн», «Омія Ардія», «Ульсан Хьонде», «Санджу Санму», «Ульсан Хьонде» та «Чонбук Хьонде Моторс».
До складу клубу «Муангтонг Юнайтед» приєднався 2017 року.

## Виступи за збірну
2005 року дебютував в офіційних матчах у складі національної збірної Південної Кореї. Наразі провів у формі головної команди країни 26 матчів.
У складі збірної був учасником чемпіонату світу 2006 року у Німеччині, кубка Азії з футболу 2007 року у чотирьох країнах відразу, на якому команда здобула бронзові нагороди.

## Статистика виступів

### Статистика клубних виступів
| Сезон   | Команда                | Чемпіонат | Чемпіонат | Чемпіонат | Національний кубок | Національний кубок | Національний кубок | Єврокубки | Єврокубки | Єврокубки | Усього | Усього |
| Сезон   | Команда                | Ліга      | Ігор      | Голів     | Ліга               | Ігор               | Голів              | Ліга      | Ігор      | Голів     | Ігор   | Голів  |
| ------- | ---------------------- | --------- | --------- | --------- | ------------------ | ------------------ | ------------------ | --------- | --------- | --------- | ------ | ------ |
| 2003    | «Ульсан Хьонде»        | КЛ        | 9         | 1         | КК                 | ?                  | ?                  | -         | -         | -         | ?      | ?      |
| 2004    | «Ульсан Хьонде»        | КЛ        | 18        | 1         | КК                 | ?                  | ?                  | -         | -         | -         | ?      | ?      |
| 2005    | «Ульсан Хьонде»        | КЛ        | 22        | 1         | КК                 | ?                  | ?                  | -         | -         | -         | ?      | ?      |
| 2006    | «Ульсан Хьонде»        | КЛ        | 7         | 1         | КК                 | ?                  | ?                  | -         | -         | -         | ?      | ?      |
| 2006–07 | «Зеніт»                | ПЛ        | 18        | 1         | КР                 | 4                  | 0                  | -         | -         | -         | 22     | 1      |
| 2007–08 | «Зеніт»                | ПЛ        | 0         | 0         | КР                 | 1                  | 0                  | КУЄФА     | 4         | 0         | 5      | 0      |
| 2008    | «Соннам Ільхва Чхонма» | КЛ        | 5         | 1         | КК                 | ?                  | ?                  | -         | -         | -         | ?      | ?      |
| Усього  | Усього                 | Усього    | 74        | 5         |                    | ?                  | ?                  |           | 4         | 0         | ?      | ?      |

## Досягнення
- Переможець Юнацького (U-19) кубка Азії: 2002
- Бронзовий призер Кубка Азії: 2007
- Чемпіон Росії:

«Зеніт»: 2007
- Володар Суперкубка Росії:

«Зеніт»: 2008
- Володар Кубка УЄФА:

«Зеніт»: 2008
- Володар Суперкубка УЄФА:

«Зеніт»: 2008
- Чемпіон Південної Кореї (1):

«Чонбук Хьонде Моторс»: 2015
- Переможець Ліга чемпіонів АФК (2):

«Ульсан Хьонде»: 2012
«Чонбук Хьонде Моторс»: 2016